# Вольпара
Вольпара (італ. Volpara) — муніципалітет в Італії, у регіоні Ломбардія,  провінція Павія.
Вольпара розташована на відстані близько 430 км на північний захід від Рима, 60 км на південь від Мілана, 29 км на південний схід від Павії.
Населення — 133 особи (2014).

## Демографія
Населення за роками:

Станом на 1 січня 2023 року в муніципалітеті офіційно проживали 3 іноземці з 3 країн, серед них 2 громадяни країн Євросоюзу.

## Сусідні муніципалітети
- Каневіно
- Гольференцо
- Монтекальво-Версіджа
- Нібб'яно